# Suore domenicane dello Spirito Santo
Le suore domenicane dello Spirito Santo erano un istituto religioso femminile di diritto diocesano.

## Storia
La congregazione fu fondata nell'aprile del 1872 dal priore dell'ex convento domenicano di San Marco a Firenze, Pio Alberto del Corona, con l'aiuto della vedova Elena Bonaguidi e con l'approvazione orale di Vincenzo Jandel, maestro generale dell'ordine domenicano, e di papa Pio IX.
Le religiose dell'istituto osservavano le costituzioni delle monache domenicane adattate alla loro forma di vita (si dedicavano all'insegnamento). Le domenicane dello Spirito Santo furono aggregate all'ordine dei frati predicatori il 14 dicembre 1878.
Posto dapprima sotto la giurisdizione della congregazione domenicana di San Marco e poi della provincia domenicana di San Marco e Sardegna, l'istituto fu eretto in congregazione di diritto diocesano dal cardinale Ermenegildo Florit, arcivescovo di Firenze, con decreto del 5 febbraio 1971.
Nel 2024 la congregazione è stata incorporata in quella delle suore domenicane missionarie di San Sisto.

## Attività e diffusione
Le domenicane dello Spirito Santo si dedicavano all'educazione della gioventù e all'assistenza agli anziani.
Le suore erano presenti a Firenze e a Carbonia; la sede generalizia era a Firenze.
Nel 1971 la congregazione contava 36 religiose in 3 case.